# Christiaan Cornelissen

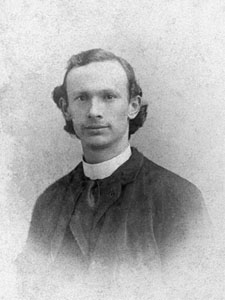
Christiaan Cornelissen

Christiaan Gerardus Cornelissen (30 de agosto 1864-21 janeiro 1942) foi um sindicalista, economista e escritor holandês.
Cornelissen foi o segundo dos cinco filhos de Johannes Cornelissen, carpinteiro em Den Bosch,  e Mechelina van Wijk. Ele se tornou professor de escola primária em Midelburgo, Zelândia. No final de 1880 ele começou a trabalhar para o "Recht voor Allen" (Justiça para Todos), o órgão da Liga Social Democrata (em holandês: Sociaal-Democratische Bond - SDB) ao lado de Ferdinand Domela Nieuwenhuis, ele logo se tornou um líder dentro do SDB, sendo escolhido como membro do Comité Central e chefe do Secretariado internacional.
Ele participou do congresso da Segunda Internacional em Bruxelas, tanto como correspondente especial da Recht voor Allen e como delegado do sindicato holandês dos trabalhadores ferroviarios, contribuindo para um resolução anti-militarista apresentada pela ala esquerda no congresso.
Em 1891, ele traduziu o Manifesto Comunista para o holandês. Em 1893, ele foi um dos fundadores do Secretariado Nacional do Trabalho (em holandês: Nationaal Arbeids-Secretariaat). No ano seguinte, ele conheceu o anarquista e sindicalista francês Fernand Pelloutier e  no mesmo ano apoiou os anarquistas expulsos do Congresso da Segunda Internacional em Zurique.
A crescente influência dos social-democratas dentro da Liga Socialista levou Cornelissen a se mudar para Paris, em 1898. No entanto, ele permaneceu em contato com o movimento sindicalista na Holanda e continuou a escrever para o "Volksblad" e vários outros periódicos anarquistas.
Na França, ele trabalhou com diversos dos anarquistas que conheceu em Zurique. Por ele falar o Inglês e Alemão, além do frances e holandes, ele foi particularmente útil como tradutor. Ele contribuiu para "La Voix du peuple" e "La Bataille syndicaliste" sob o pseudônimo de "Rupert" (uma referência a sua esposa Elisabeth Katharina Frederike (Lilian) Rupertus com quem se casou em outubro de 1899), por ele temer a deportação se suas atividades anarquistas se tornassem públicas.
Em 1903, Rupertus deu à luz o filho do casal Fred.
Os contatos internacionais de Cornelissen também foram úteis, em 1907, na organização do Congresso Internacional Anarquista de Amsterdã, que serviu para estabelecer relações entre anarquistas em todo o mundo. A partir de 1907, editou o "Boletim internacional du mouvement syndicaliste". Ele também desempenhou um papel importante na organização, em 1913, do Congresso Sindicalista Internacional em Londres.
Durante a I Guerra Mundial, Cornelissen apoiou ativamente a Sacrée Union, uma trégua patriótico entre o Estado francês e o movimento socialista. Ele escreveu vários folhetos anti-alemãos em apoio à guerra, e foi um dos signatários do Manifesto dos Dezesseis. Seu apoio à guerra distanciou Cornelissen de muitos de seus companheiros sindicalistas e anarquistas. 
Depois da guerra, ele se dedicou principalmente aos seus estudos econômicos. Em 1944 foi publicado seu "Traité général de ciência économique". Ele morreu em 1942, em Domme.

## Nota
- Este artigo foi inicialmente traduzido, total ou parcialmente, do artigo da Wikipédia em inglês cujo título é «Christiaan Cornelissen».